# Карабегова, Елена Владимировна
Елена Владимировна Карабегова  (арм. Ելենա Կառաբեգովա; 23 декабря 1950, Тбилиси, Грузия — 18 октября 2014, Ереван, Армения) — армянский филолог, один из крупнейших армянских германистов, переводчик, профессор ЕГЛУ им. В. Я. Брюсова .

## Биография
В 1973 году окончила романо-германское отделение МГУ им. Ломоносова, по специальности «немецкий язык и литература». С 1980 по 1983 гг. аспирант при кафедре зарубежной литературы филологического факультета МГУ. В 1984 г. состоялась защита кандидатской диссертации на тему «Немецкая романтическая волшебно-фантастическая повесть и её развитие от йенских романтиков к Гофману» на кафедре зарубежной литературы филфака МГУ (Совет 10.01.05). В 1995 г. проходила стажировку в институте немецкой литературы Мюнстерского университета, ФРГ.
С 1994 по 1996 гг. прикомандирование при кафедре зарубежной литературы филфака МГУ для написания докторской диссертации. С 1995 по 1997 — доцент кафедры мировой литературы Московского государственного университета культуры. Защита докторской диссертации на тему «Молодая Германия» и её место в историко-литературном процессе Германии первой половины XIX века" состоялась 13 июня 1997 г. (Совет 10.01.05). В 2002 г. стажировка в институте немецкой литературы Штутгартского университета, ФРГ. В период с 2013 по 2014 гг. находилась в научной командировке в Институте ориенталистики Университета им. Мартина Лютера (Галле-Виттенберг).
С 2000 по 2009 гг. заведующая кафедрой литературы в ЕГЛУ им. В. Я. Брюсова. С 2009 г. профессор той же кафедры.
С 1974 г. работала переводчиком в различных государственных учреждениях советской Армении. Преподавание и активная работа на кафедре зарубежной литературы ЕГЛУ им. В. Я. Брюсова начиная с 1984 года.
Основная сфера интересов: немецкая, европейская и мировая литература — от античности до современности. Автор 1 монографии,1 учебно-методического пособия, более 90 статей. Опубликовала в Москве и Ереване 2 книги поэтических переводов с немецкого языка. Автор учебно-методического пособия «Аспекты русско-немецких литературных связей», Ереван, 2009.
Переводчик на русский язык, один из ведущих специалистов по творчеству К. М. Виланда, автор ряда компаративных работ по немецкой, армянской и русской литературе.

## Список публикаций
Монографии
- Творчество Карла Гуцкова в контексте «Молодой Германии». // Монография, изд-во Московского государственного университета культуры, Москва, 1997.

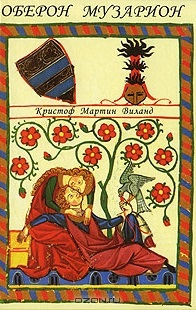

- Аспекты сравнительной типологии немецкой и русской литературы XVIII—XX веков // Учебно-методическое Пособие, «Лингва», Ереван.2009. 126 стр.

Переводы
- Кристоф Мартин Виланд. Оберон. Музарион // Перевод, послесловие, научные комментарии. М. «Лабиринт». 2008.